# Thánisszaró Bhikkhu
Thánisszaró Bhikkhu, született Geoffrey DeGraff (1949), amerikai théraváda buddhista szerzetes, aki a Dhammajuttika rendhez (Dhammajutika nikája) tartozik, azon belül pedig a thai erdei kammatthána hagyományhoz. Jelenleg a Metta erdei kolostor apátja San Diego megyében. Thánisszaró Bhikkhu a páli kánon és más modern szövegeket fordított le angol nyelvre, továbbá maga is számtalan könyvet és cikket írt a buddhizmussal kapcsolatban.

## Élete

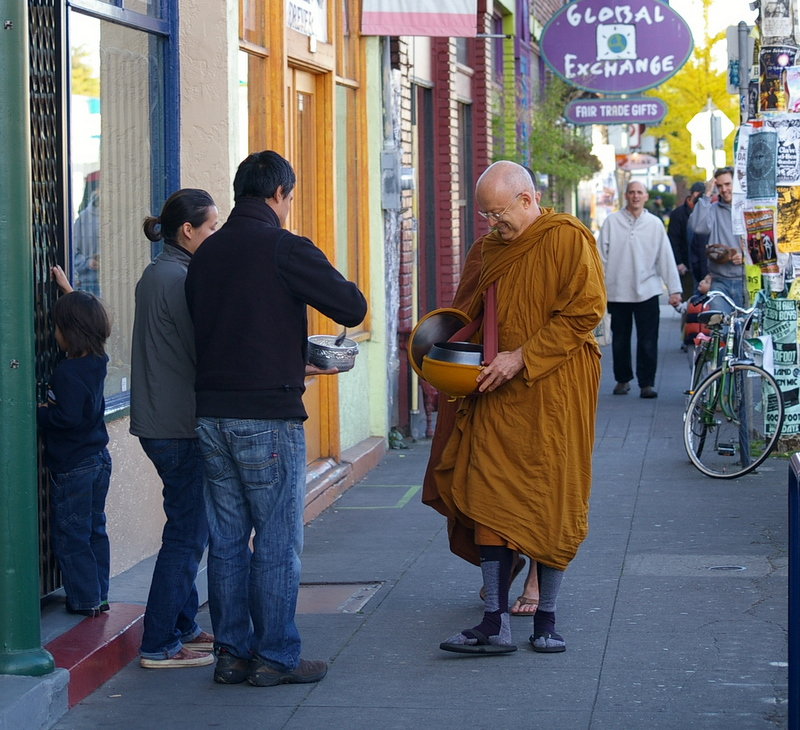
Ajaan Dzsef alamizsna körúton

Thánisszaró Bhikkhu 1949-ben született Geoffrey DeGraff néven. Középiskolás korában hallotta először Buddha négy nemes igazság tanításait, egy repülőút során a Fülöp-szigetekre. Az Oberlin Főiskolán európai történelemből szerzett diplomát 1971-ben, majd Thaiföldre utazott. Itt kezdett meditációs gyakorlatokat végezni ácsán Fuang Dzsotiko vezetésével, aki Ácsán Lee mellett tanult. 1976-ban teljes jogú tagságot nyert az Ácsán Lee Aszokaram templom szerzeteseként, ahol Ácsán Lee unokaöccse, Phra Radzsvarakhun (Szamrong Gunavuddho) volt a kezese. Később, áttette székhelyét a thai Dhammaszathit templomba, ahol Ácsán Fuang mellett folytatta tanulmányait.
Ácsán Fuang 1986-os halála előtt azt kívánta, hogy Ácsán Dzsef legyen a Dhammaszathit templom apátja. Mestere halála után Ácsán Dzsefnek felajánlották az apát tisztséget, azonban a tényleges hatalom gyakorlását nem, mivel a kolostort thai emberek alapították thai szerzetesek részére. Emiatt úgy döntött, hogy inkább elutazik a San Diego megyébe, ahol Ácsán Szuvat Szuvako kérésére segédkezett a Metta erdei kolostor elindításában. 1993-ban a kolostor apátja lett. Két évvel később ő lett a legelső amerikai születésű, nem thai bhikkhu, aki tényleges hatalmat gyakorolhatott a Dhammajut rendben. 2009-ben Ácsán Dzsef tudományos idézettel és saját értelmezéssel járult hozzá a vinajához, amely elutasította a nők szerzetesrendbe való teljes jogú felvételét. Egy másik magas rangú buddhista szerzetesnek írott levelében „érvénytelennek” nevezte a közelmúltban a nők számára tett rendfelvételeket. Ez alapján a magyarázat alapján a théraváda rendekbe csupán a férfi szerzetesek felvétele törvényes.

## Főbb művei
- Ajaan Lee meditációs kézikönyveinek fordításai
- Handful of Leaves, szutta fordítások öt kötetben
- The Buddhist Monastic Code, két kötetes hivatkozási kézikönyv a szerzetesi szabályokról
- Wings to Awakening, a megvilágosodással kapcsolatos tényezőkről
- The Mind Like Fire Unbound, az upádána (ragaszkodás) és a nibbana (nirvána) elemzése a tűz mai filozófiáján keresztül
- The Paradox of Becoming, összetett elemzés: létesülés mint a szenvedés forrása
- The Shape of Suffering, tanulmány a függő keletkezésről és annak a nemes nyolcrétű ösvény tényezőivel való kapcsolatáról
- Skill in Questions, Buddha négyrétű tanításának logikája
- Noble Strategy, The Karma of Questions, Purity of Heart, és Head & Heart Together, esszégyűjtemények a buddhista gyakorlatokról
- Meditations (1-5), Dhamma beszéd gyűjtemény
- Dhammapada: A Translation, Buddha versek gyűjteménye

## Tanítási helyszínek
- Metta erdei kolostor
- A dhamma portlandi barátai (Portland Friends of Dhamma)
- Barre központ a buddhista tanulmányokért
- A Cambridge belátás meditációs központ
- Belátás meditációs központ